# Latimer (Iowa)
Latimer es una ciudad ubicada en el condado de Franklin en el estado estadounidense de Iowa. En el Censo de 2010 tenía una población de 507 habitantes y una densidad poblacional de 81,6 personas por km².

## Geografía
Latimer se encuentra ubicada en las coordenadas 42°45′46″N 93°21′56″O / 42.76278, -93.36556. Según la Oficina del Censo de los Estados Unidos, Latimer tiene una superficie total de 6.21 km², de la cual 6.21 km² corresponden a tierra firme y (0%) 0 km² es agua.

## Demografía
Según el censo de 2010, había 507 personas residiendo en Latimer. La densidad de población era de 81,6 hab./km². De los 507 habitantes, Latimer estaba compuesto por el 91.52% blancos, el 0.2% eran afroamericanos, el 0.39% eran amerindios, el 0.2% eran asiáticos, el 0% eran isleños del Pacífico, el 7.3% eran de otras razas y el 0.39% pertenecían a dos o más razas. Del total de la población el 20.12% eran hispanos o latinos de cualquier raza.